# 버전 관리 소프트웨어 목록
다음은 버전 관리를 위한 저명한 소프트웨어 목록이다.

## 로컬 데이터 모델

### 오픈 소스
- 리비전 컨트롤 시스템
- 소스 코드 제어 시스템

## 클라이언트-서버 모델

### 오픈 소스
- CVS
  - OpenCVS
- 아파치 서브버전(SVN)

### 사유
- 래셔널 클리어케이스
- IC Manage
- PVCS
- 애저 데브옵스 서버
- 마이크로소프트 비주얼 소스세이프

## 분산 모델

### 오픈 소스
- Bazaar (소프트웨어)
- 비트키퍼
- 포실 (소프트웨어)
- 깃 (소프트웨어)
- GNU arch